# Conasprella kohni
Conasprella kohni là một loài ốc biển, là động vật thân mềm chân bụng sống ở biển trong họ Conidae, họ ốc cối.

## Phân bố
Đây là loài đặc hữu của Ecuador.